# 阿鴻小吃

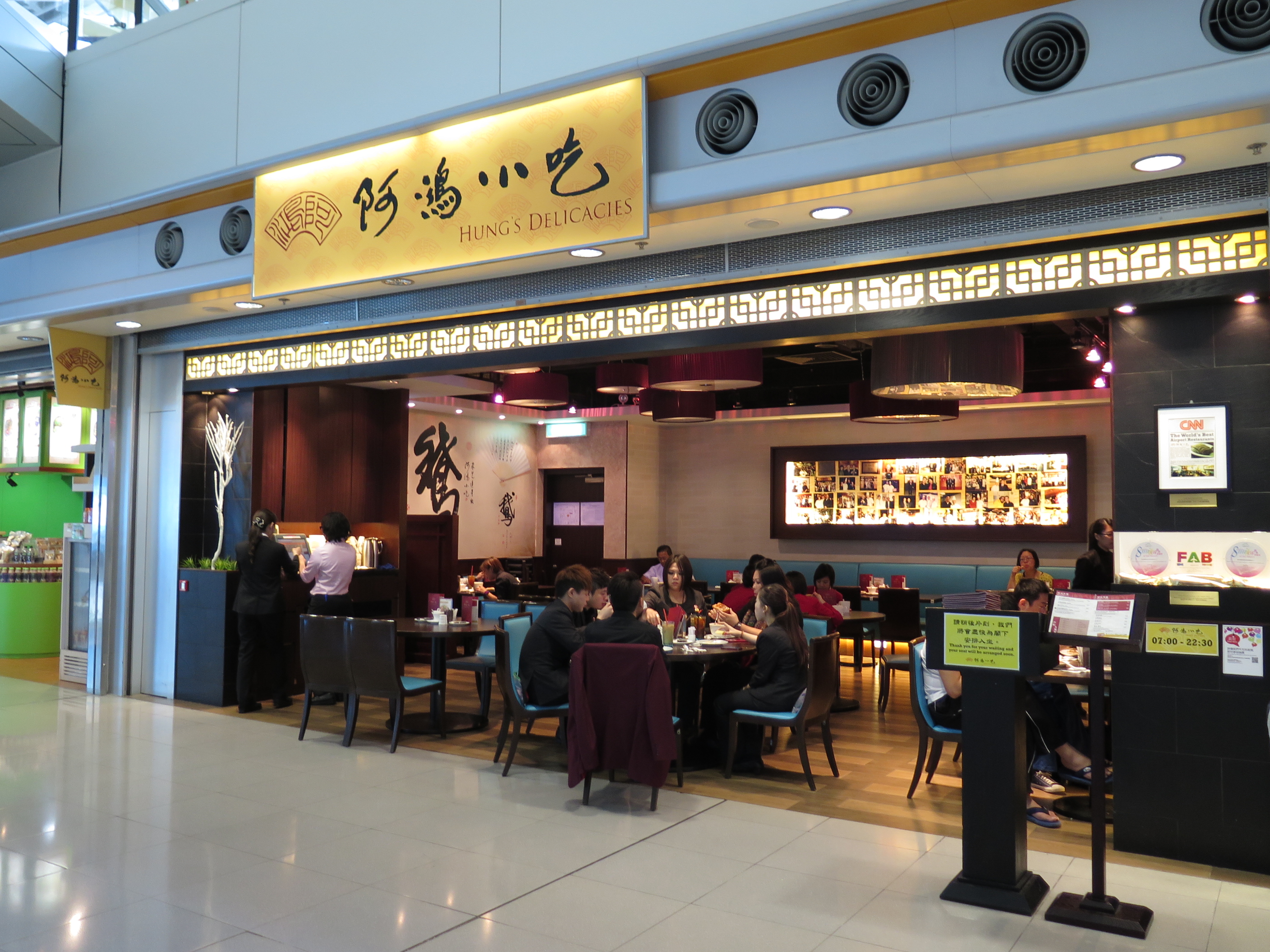
阿鴻小吃在香港國際機場二號客運大樓分店

阿鴻小吃（英語：Hung's Delicacies），老舖位於香港北角和富道84-94號，在2003年由黎偉鴻創立，曾連續5年獲米芝蓮指南評為一星級食肆，其機場分店亦被CNN評為全球最佳機場餐廳之一。
阿鴻和理想集團合作，2013年12月在觀塘鴻圖道83號東瀛遊廣場地下開了家新店。 2014年，其北角老店被業主加租60%，最終選擇放棄發跡地。北角店於8月底結束營業。
著名食家蔡瀾對阿鴻甚為欣賞，除了向他的撈麵提供意見,成為獨一無二的「蔡瀾撈麵」外，更為『阿鴻小吃』的招牌題字。
2024年7月3日『阿鴻小吃』在香港銅鑼灣重開, 位於謝斐道 535號, Tower535 地庫B01舖。

## 知名菜色
- 鹵水鵝片
- 南乳粗齋
- 蔡瀾撈麵[5]

## 外部連結
- 官方网站